# Lemiers
Lemiers ist ein Dorf, das an der Grenze zwischen Deutschland und den Niederlanden liegt. Der größere Teil des Dorfes gehört zur Gemeinde Vaals in der niederländischen Provinz Limburg, der kleinere Teil wiederum zum Bezirk Laurensberg innerhalb der Stadt Aachen im Südwesten von Nordrhein-Westfalen. Insgesamt hat Lemiers etwa 1200 Einwohner.

## Lage

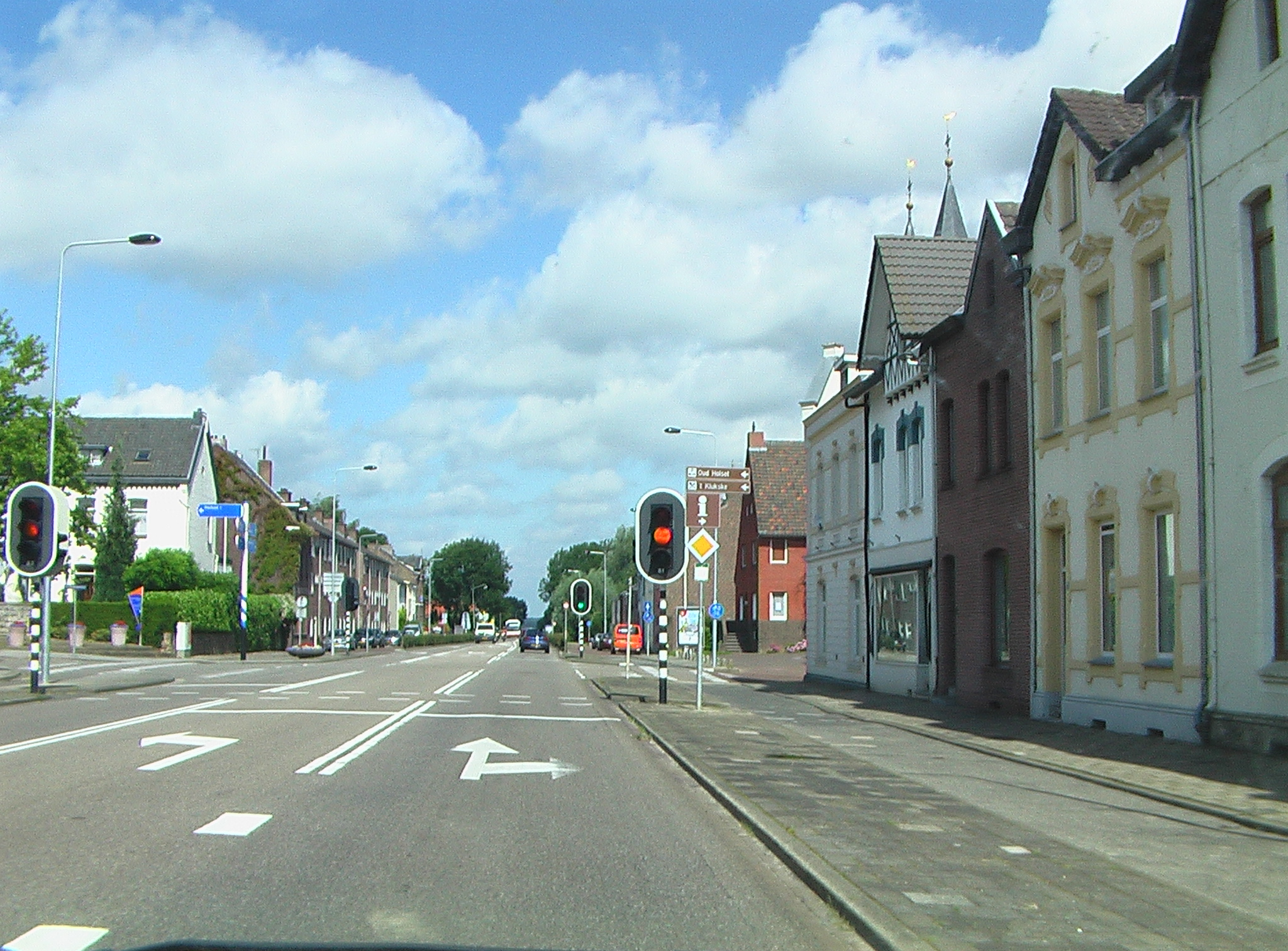
N278 in Lemiers (2007)

Der niederländische Teil von Lemiers, im limburgischen Dialekt auch Lemieësj sowie von Einheimischen des Öfteren Oud-Lemiers (für Alt-Lemiers) genannt, grenzt im Norden an den Aachener Stadtteil Orsbach, der jedoch mit dem Auto nur auf deutscher Seite entlang des Schneeberges zu erreichen ist. Ein weiterer und nur über die niederländische Seite erreichbarer Nachbarort ist das Dorf Vijlen.
Große Teile der Ländergrenze bestehen aus einem Bachlauf, dem Senserbach, einem Zufluss der Göhl. Die Bewohner gelangen daher nur über eine Fußgängerbrücke ins jeweilige Nachbarland. Durch den niederländischen Teil von Lemiers führt die N278 von Aachen über Vaals nach Maastricht.

## Geschichte

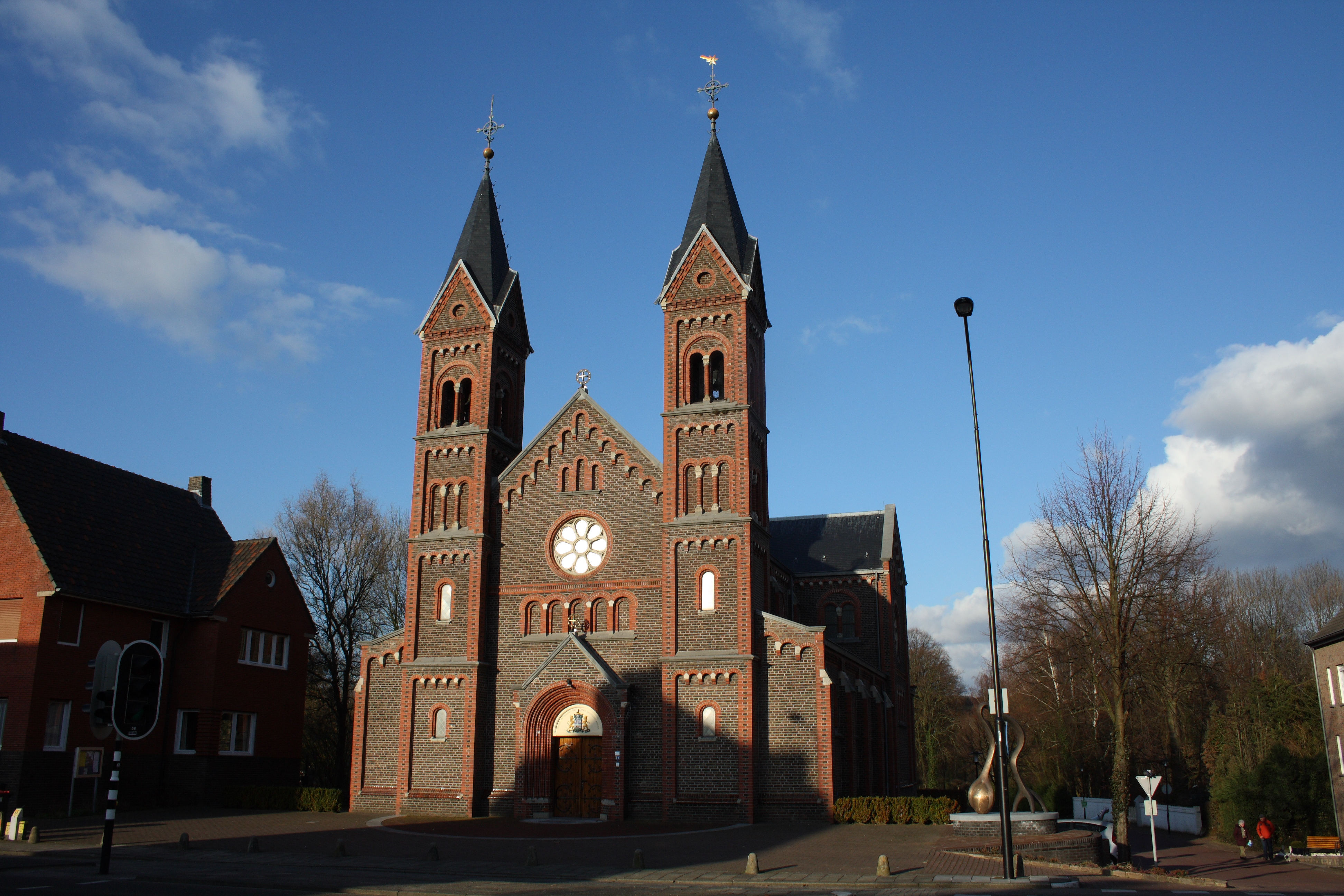
Die Kirche von Lemiers

Ein Heerweg aus der Römerzeit führte mitten durch den Ortskern und lässt auf eine frühe Besiedelung schließen. An diesem Weg liegt auch eine alte Saalkirche, eine Kapelle aus der Zeit um 1100, die als ältestes bestehendes Gotteshaus in den Niederlanden gilt.
Der auf deutscher Seite liegende Teil des Ortes Lemiers gehörte im späten Mittelalter auch zum westlichsten Teil des Aachener Reiches, was heute noch anhand der Grenzsteine, den wegen des eingravierten Aachener Wappentiers so genannten Adlersteinen, noch nachvollzogen werden kann. Hier entlang verlief deshalb auch der Aachener Landgraben vom Senserbach kommend und ab Mamelis abknickend hinauf nach Orsbach.

## Verkehr
Die AVV-Buslinie 37 der ASEAG verbindet Lemiers auf deutscher Seite mit Aachen-Mitte, Laurensberg und Brand.
| Linie | Verlauf |
| ----- | --- |
| 37    | Brand – Gewerbegebiet Eilendorf Süd – Forst – Bf Rothe Erde – Frankenberger Viertel – Normaluhr – Theater – Elisenbrunnen – Aachen Bushof – Ponttor – Laurensberg – Orsbach – Lemiers |

## Sehenswürdigkeiten

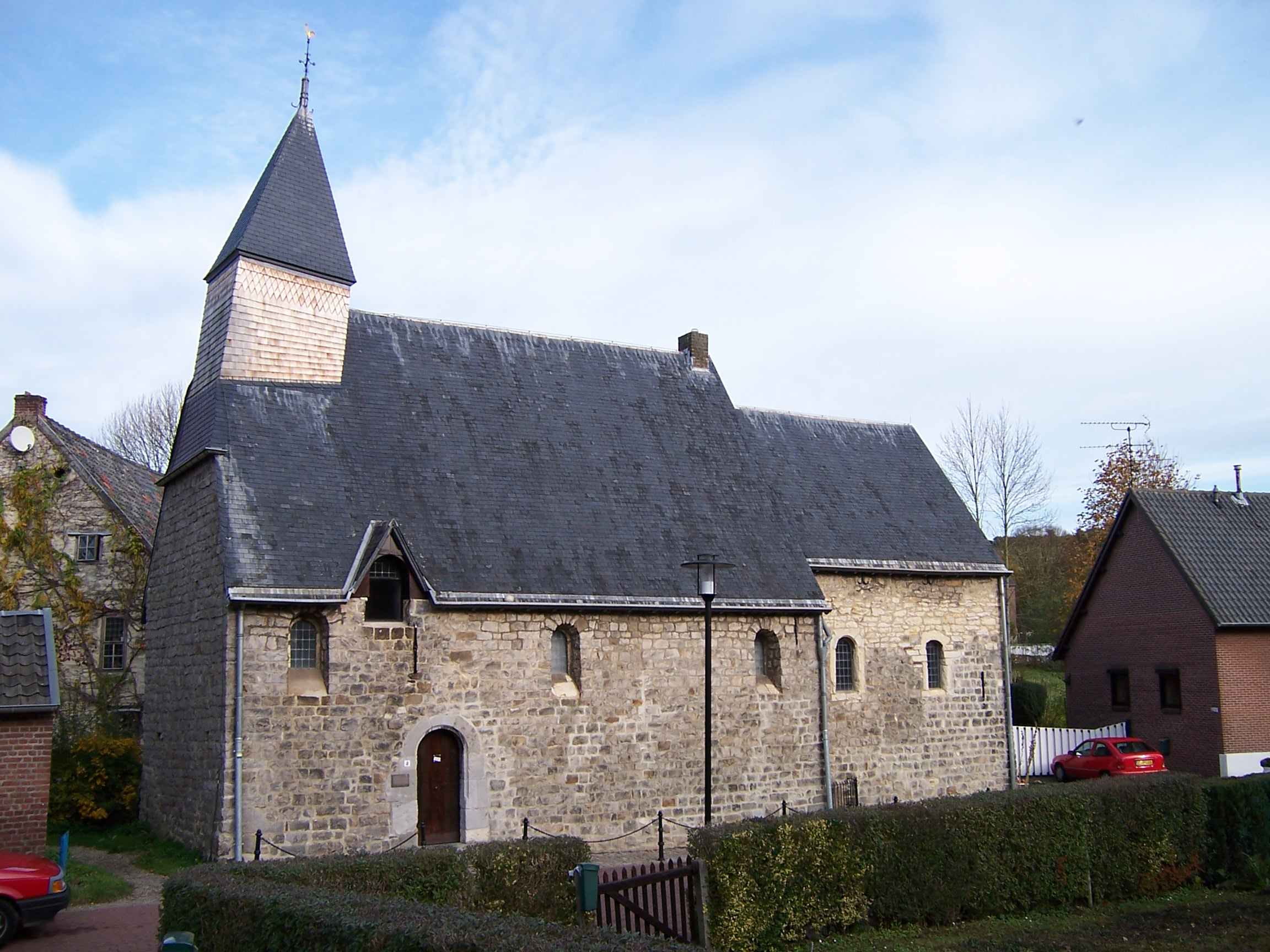
Katharina-Kapelle aus dem 11. Jahrhundert

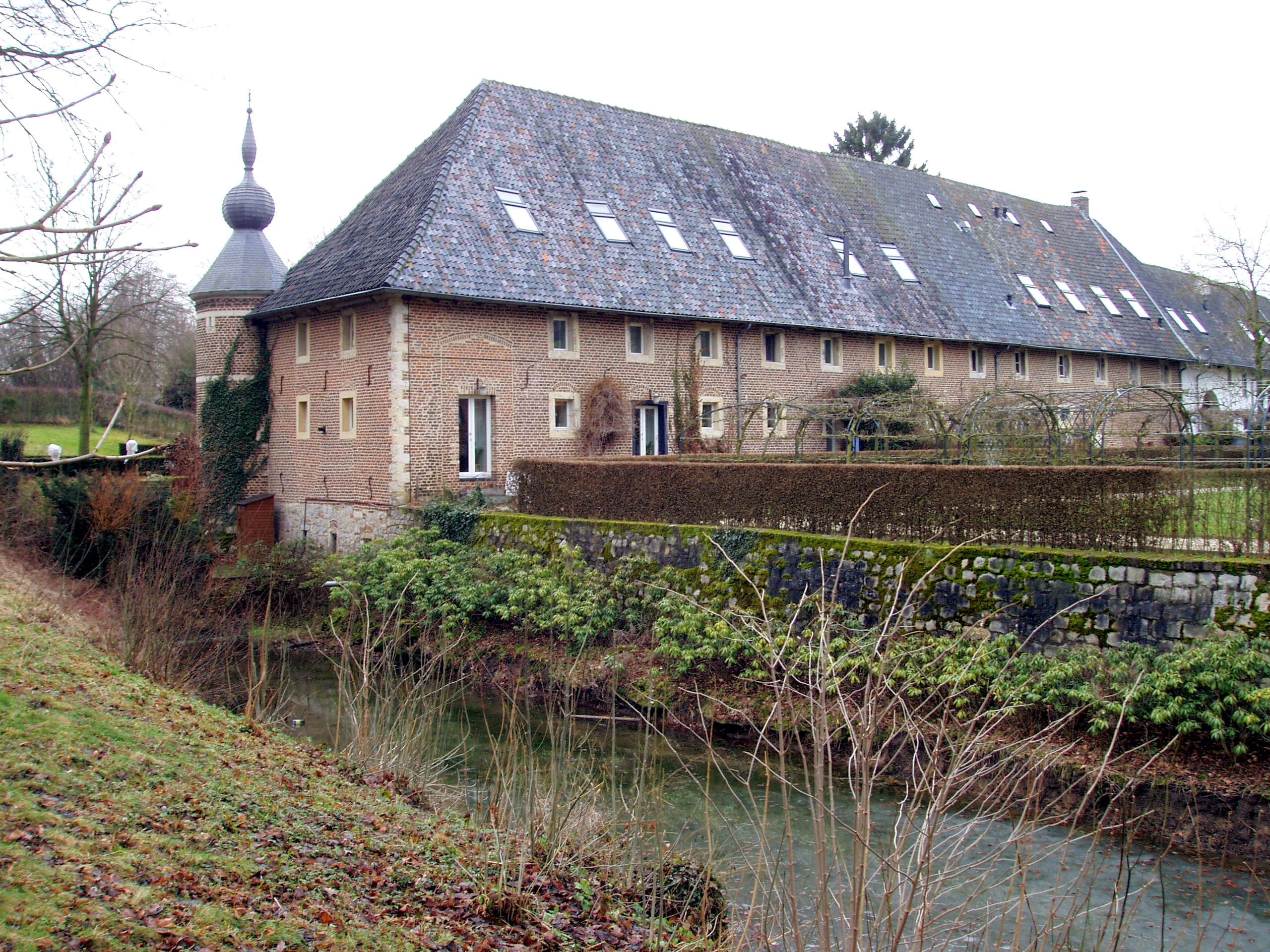
Schloss Lemiers

- Katharina-Kapelle am Heerweg aus dem 11. Jahrhundert, innen und außen restauriert sowie seit 1978 mit modernen Gemälden geschmückt. Die Innenausmalung stammt von Hans Truijen.
- Das Schloss Lemiers ist in Privatbesitz und nur von außen zu besichtigen.

## Persönlichkeiten
- Otto von Pelser-Berensberg (1857–1935), deutsch-niederländischer Bergbauunternehmer
- Carl Rhoen (1822–1899), deutscher Vermessungstechniker, Bauunternehmer und Publizist